# Fortyfikacje Wzgórza Wawelskiego

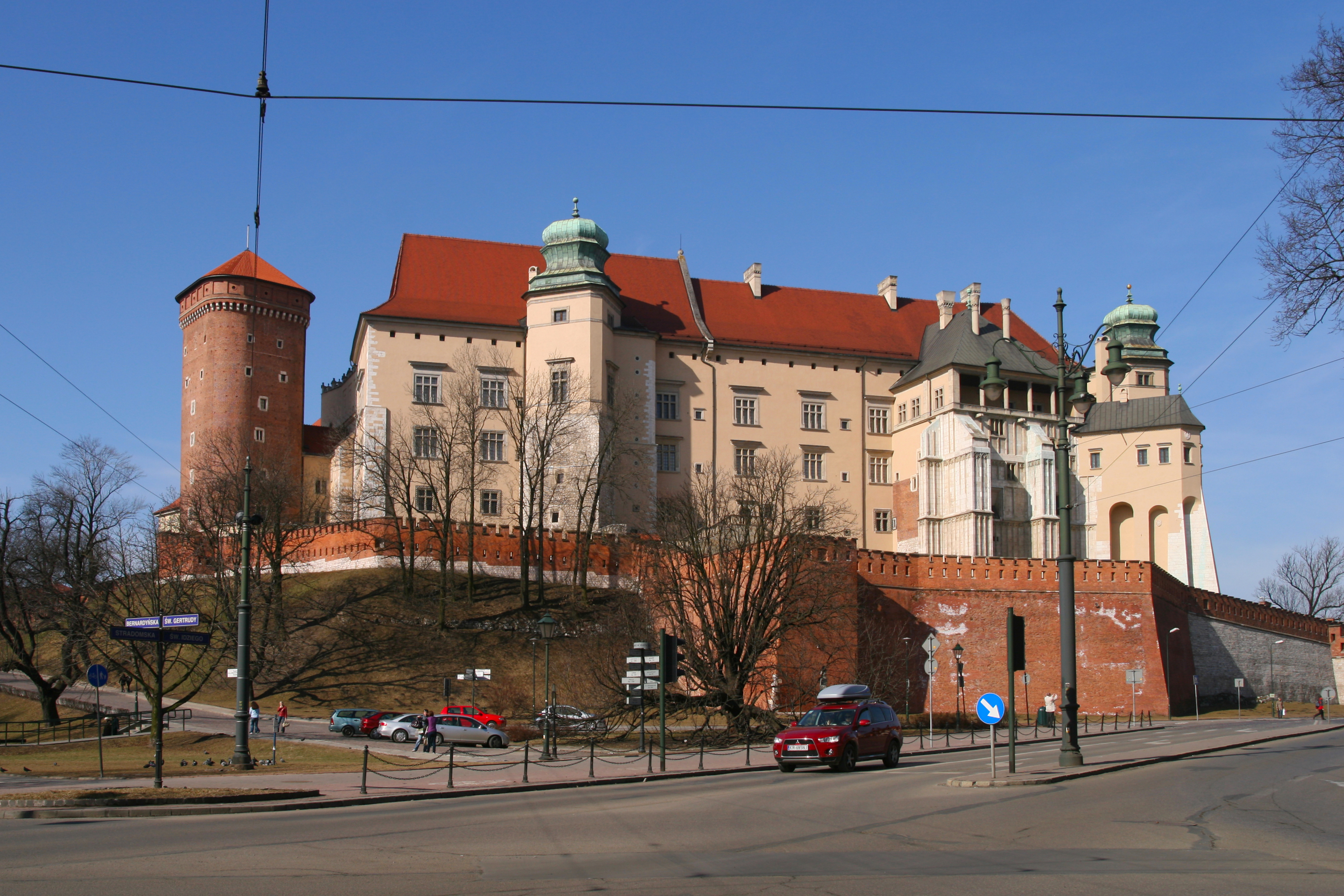
Wawel otoczony murem obronnym od wschodu...

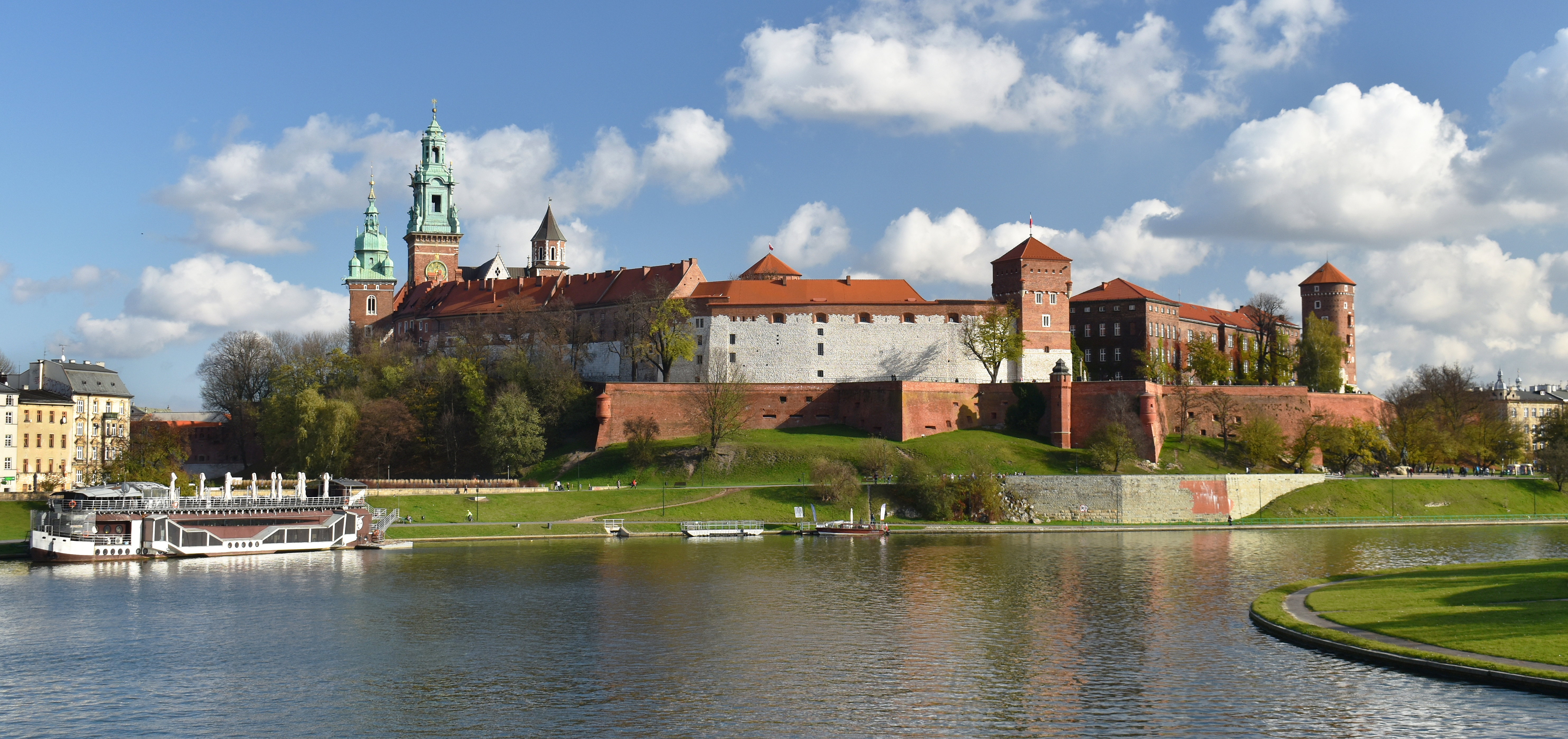
... i od zachodu.

Fortyfikacje Wzgórza Wawelskiego – zespół fortyfikacji Wzgórza Wawelskiego w Krakowie.

## Historia
Wawel pierwotnie otaczały liczne odnogi Wisły i mokradła, stanowiące naturalne walory obronne, wykorzystane już przez osadników w czasach prehistorycznych (najstarsze ślady osadnictwa sięgają paleolitu).
Najstarsze fortyfikacje drewniano-ziemne zachowały się jedynie szczątkowo w warstwach archeologicznych. Ich datowanie jest nadal przedmiotem dyskusji; fortyfikacje tego typu zapewne istniały już w czasach państwa Wiślan, natomiast odnalezione relikty pochodzą prawdopodobnie z okresu wczesnopiastowskiego. Murowane obiekty obronne i mieszkalno-obronne wznoszone przed końcem XIII wieku zachowały się także fragmentarycznie i zostały wchłonięte przez późniejszą zabudowę: są to pozostałości palatium romańskiego (tzw. sala o 24 słupach), relikty romańskiej wieży obronno-mieszkalnej (zw. stołpem) w północno-wschodnim narożniku zamku i mury palatium wczesnogotyckiego wraz z wieżą zw. Łokietkową, zachowane częściowo w skrzydle północnym Zamku Królewskiego. Wspomniana wyżej romańska wieża obronno-mieszkalna, datowana na 1. poł. XII w., należy do najstarszych murowanych obiektów obronnych w Polsce.
Natomiast murowany gotycki obwód obronny, wzniesiony na przełomie XIII i XIV wieku i rozbudowywany do 2. połowy XV wieku, jest wyraźnie widoczny w zabudowie Wzgórza Wawelskiego, choć utracił wiele elementów. Przyjmuje się, że w pierwszej kolejności wzniesiono mury otaczające zamek wyższy, tj. właściwą rezydencję we wschodniej części wzgórza, a następnie mury wokół zamku niższego. Kamienne mury obwodowe zamku wyższego, zachowane do różnej wysokości, zobaczyć możemy w sieni wjazdowej zamku, na dziedzińcu zw. Batorego (w elewacji skrzydła zachodniego), wewnątrz budynku nr 5 (wystawa „Wawel Zaginiony”) i przy elewacji wschodniej pałacu. W architekturę pałacu renesansowego włączono także inne elementy zamku gotyckiego: dolne partie baszty Jordanki, wieżę Duńską i Kurzą Stopkę, tworzące charakterystyczną kompozycję elewacji wschodniej pałacu. Mury obwodowe zamku niższego zachowały się do znacznej wysokości w północnej elewacji budynków Biblioteki Kapitulnej, domu Katedralnego (budynek nr 2) i dawnego seminarium duchownego (budynek nr 7), a także w południowej elewacji budynku nr 5. W gotyckim obwodzie obronnym do dziś wyróżniają się trzy baszty: Lubranka, Sandomierska i Złodziejska. Baszta Złodziejska, podobnie jak wspomniana wyżej baszta Jordanka i baszta przy katedrze wawelskiej (przebudowana później na dzwonnicę zw. Zygmuntowską), powstały w XIV wieku. Natomiast Lubranka (później zwana basztą Senatorską) i baszta Sandomierska zostały dobudowane za panowania Kazimierza Jagiellończyka, około połowy XV wieku. Są one unikatowym przykładem tzw. baszt ogniowych, tj. baszt przystosowanych w pełni do użycia broni palnej. Z pierwotnego zespołu bramy Dolnej, powstałego prawdopodobnie za panowania Władysława Jagiełły po stronie północnej wzgórza, pozostała jedynie dolna część jednej z trzech baszt, później przekształcona na basteję. Opisana wyżej główna linia gotyckiego obwodu obronnego uzupełniona była przedmurzem.
Obwód gotycki był podstawą obrony wzgórza do końca XVIII wieku. W okresie nowożytnym od XVI do XVII wieku uzupełniano ten obwód dodatkowymi murami i dziełami ziemnymi, z których pozostało niewiele. Ocalały natomiast pochodzące z lat 1790–1792 polskie fortyfikacje kleszczowe od strony Wisły i redan (dwuramiennik) od strony kościoła św. Idziego. Te nowożytne dzieła obronne wykorzystali w latach 1849–1854 Austriacy dla utworzenia zewnętrznego obwodu obronnego cytadeli, w jaką zamienili dawną rezydencję królewską.

Baszty (XIV, XV w.)
Bramy (XIX w.)
Kaponiery (XIX w.)

## Cytadela Twierdzy Kraków

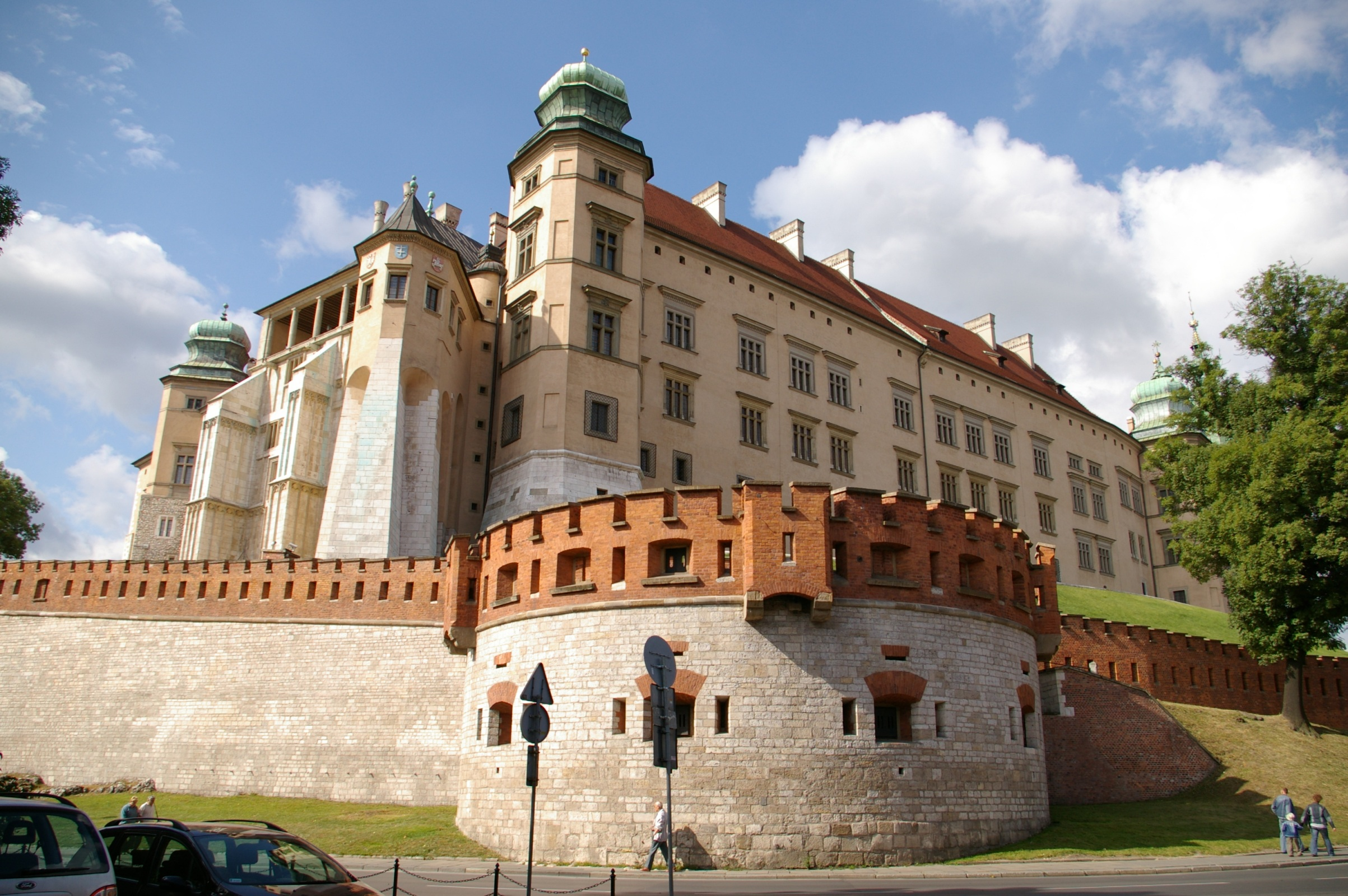
Kaponiera pod Kurzą Stopką

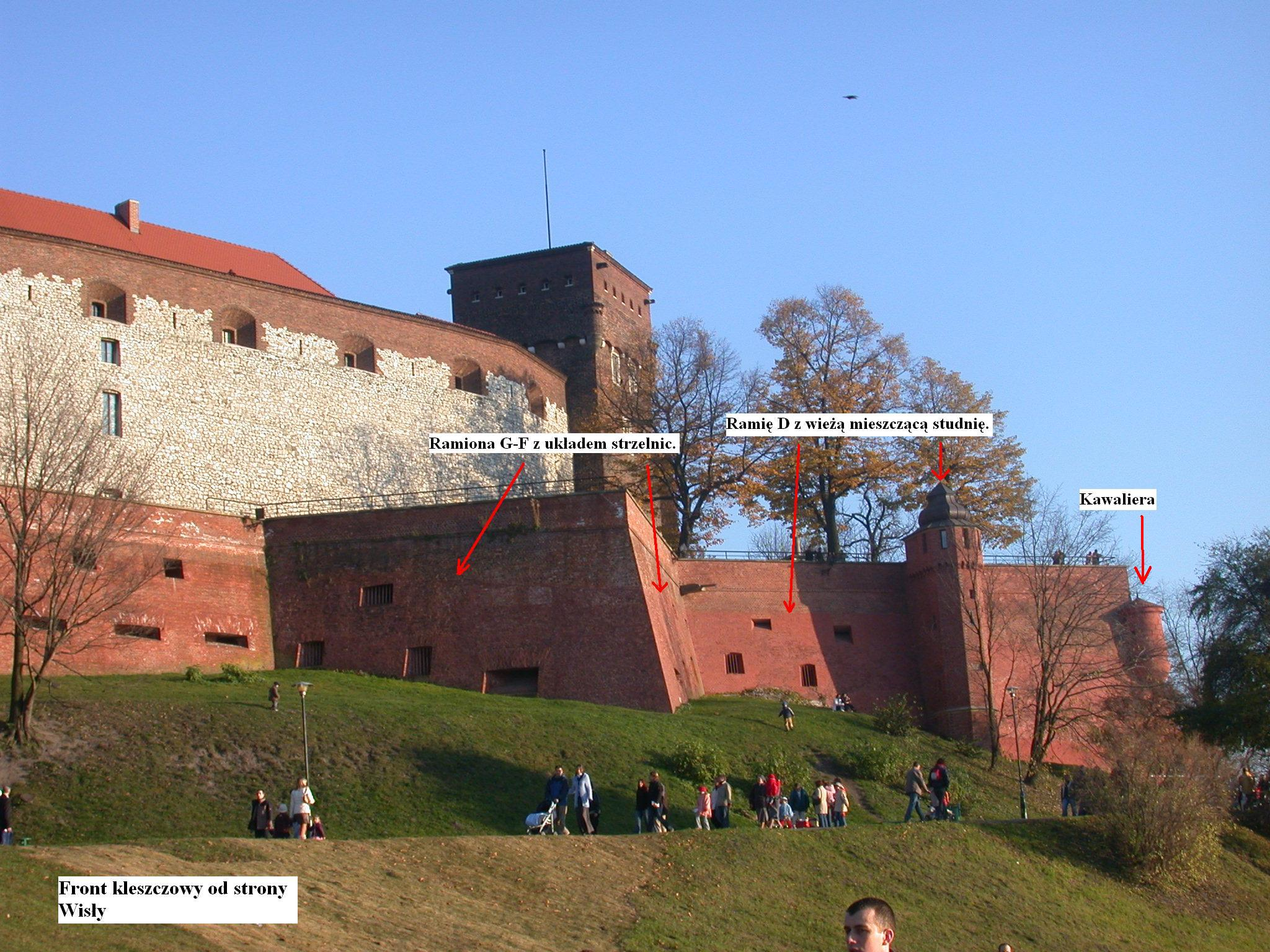
Front kleszczowy

Wawel był pierwszym ufortyfikowanym przez Austriaków obiektem w Krakowie. Został on zajęty przez armię austriacką w trakcie zamieszek na tle Wiosny Ludów w 1846. Powstały tu bliżej nieznane ziemne umocnienia. Po oficjalnej decyzji Franciszka Józefa o budowie Twierdzy Kraków 12 kwietnia 1850, na terenie wzgórza zaczęto wznosić fortyfikacje. W tym zewnętrznym obwodzie zwracają uwagę dwie basteje-kaponiery mające na celu wspieranie kleszczy: od strony ulicy Straszewskiego i pod Kurzą Stopką. Ta ostatnia zachowała się w niemal nie zmienionym kształcie, co nadaje jej wysoką wartość zabytkową. Natomiast stare kleszczowe umocnienia wybudowane przez Augusta Mocnego podwyższono i zwieńczono murem z krenelażem. Przyległy, wschodni odcinek obwodu oraz odcinek południowy także zachowały formę z połowy XIX wieku. Na pozostałych odcinkach mury obwodowe przekształcone zostały w trakcie prac konserwatorskich w XX w.
Z czterech bram fortecznych w kształcie XIX-wiecznym pozostały dwie: pod Kurzą Stopką i przy Lubrance. W celu lepszej komunikacji Austriacy zbudowali trzy nowe bramy, natomiast starą przy baszcie Sandomierskiej przebudowano. Wawel stał się również garnizonowym centrum twierdzy.
Wraz z odzyskaniem Wawelu w latach 1905–1911 zakończyło się militarne użytkowanie jego fortyfikacji, a rozpoczęły działania konserwatorskie, które prowadzone są także obecnie.

## II wojna światowa
W trakcie II wojny światowej swą siedzibę miał tu rząd Generalnego Gubernatorstwa oraz koszary Waffen-SS (mieściły się one w budynkach dzisiejszego seminarium duchowego). W 1945 podczas jednego z radzieckich nalotów na miasto, kilka bomb trafiło w budynek szpitala, oraz jedna w budynek kaplicy. Podpalono znajdujące się w południowym skrzydle szpitala garnizonowego archiwa Generalnego Gubernatorstwa. Pożaru nie udało się ugasić, w wyniku czego skrzydło częściowo zawaliło się, a w następnych latach zostało rozebrane.